# Giorgio Roda

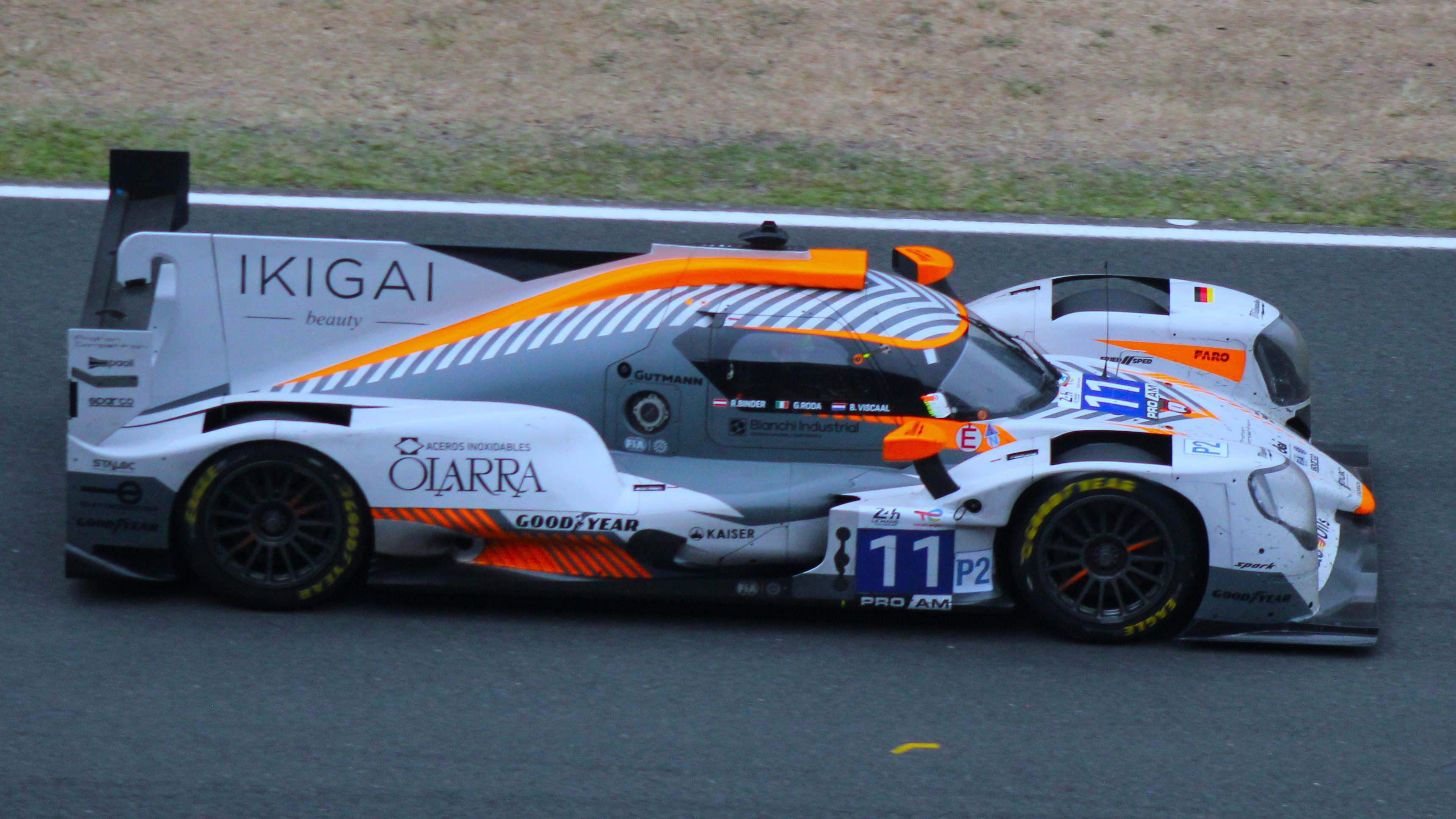
Der von Giorgio Roda beim 24-Stunden-Rennen von Le Mans 2024 gefahrene Oreca 07

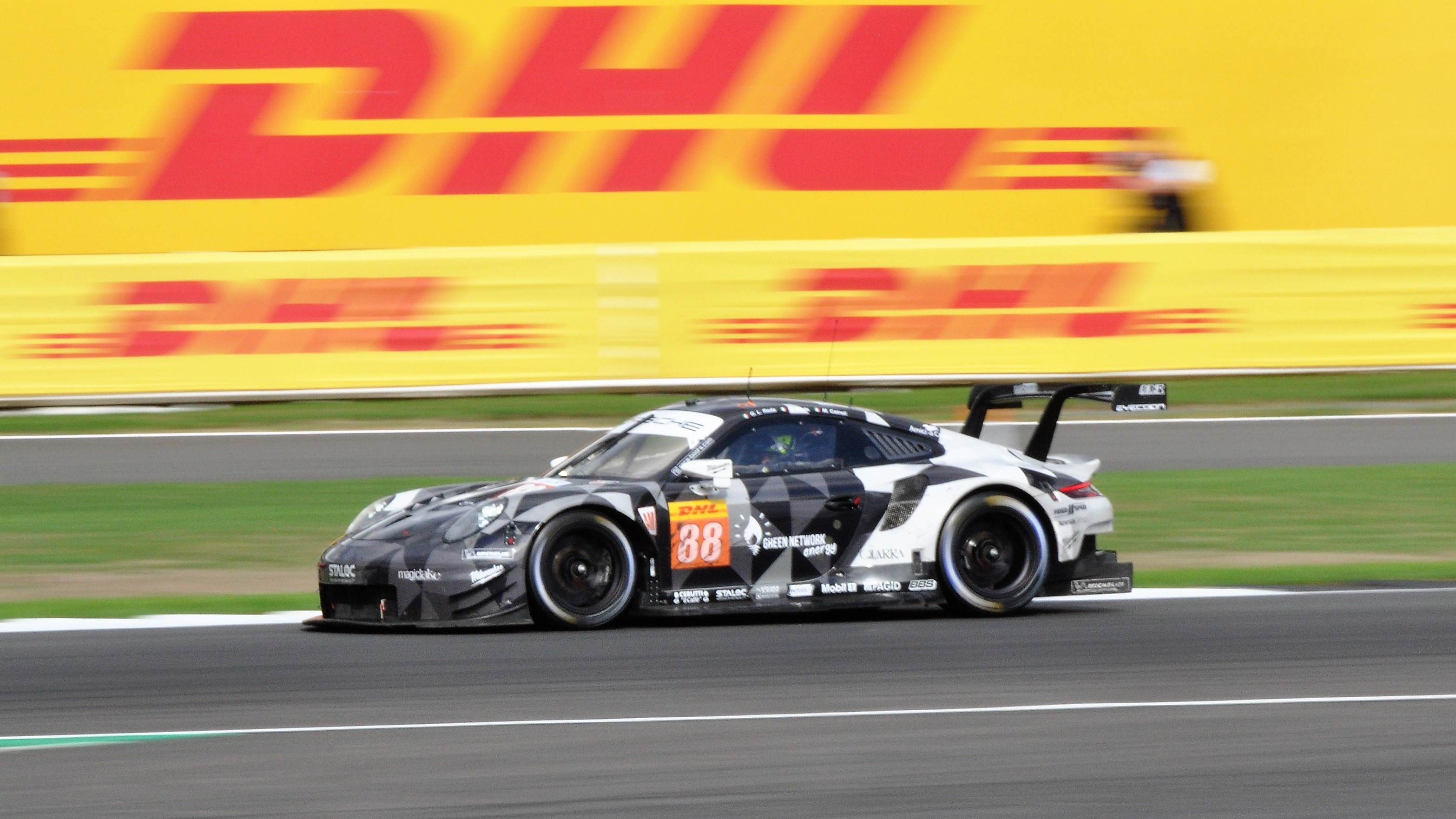
Giorgio Roda im Porsche 911 RSR beim 6-Stunden-Rennen von Silverstone 2018

Giorgio Roda (* 18. März 1994 in Como) ist ein italienischer Autorennfahrer. 

## Familie und Ausbildung
Giorgio Roda entstammt einer Familie von Industriellen und Autorennfahrern. Sein Großvater Giuseppe Roda (1925–2007) gründete 1956 mit Rodacciai in Como einen Stahlgroßhandel, den in der Gegenwart sein Vater Gianluca führt. Gianluca Roda (* 1959) und sein Bruder Davide (* 1972) waren viele Jahre als Amateurrennfahrer aktiv. Neben seinem älteren Bruder Andrea begann auch Giorgio Rennen zu fahren. Während Andrea Profirennfahrer wurde, studierte Giorgio Roda zunächst Betriebswirtschaftslehre in Mailand und arbeitete im Familienunternehmen.

## Karriere als Rennfahrer
Nach Anfängen im Kartsport begann die Fahrerkarriere von Giorgio Roda 2011 in der Formel Renault und in der Formel Abarth. 2014 wechselte er in den GT-Sport und gewann im Ferrari 458 Italia GT3 von AF Corse die GTC-Klasse der International GT Open. 2017 fuhr er gemeinsam mit seinem Vater und Andrea Bertolini einen Ferrari 488 in der European Le Mans Series und gab 2018 sein Debüt beim 24-Stunden-Rennen von Le Mans. Er war Partner von Khaled Al Qubaisi und Matteo Cairoli im Porsche 911 RSR von Patrick Dempsey. Das Rennen endete durch einen Motorschaden vorzeitig.

## Statistik

### Le-Mans-Ergebnisse
| Jahr | Team                  | Fahrzeug         | Teamkollege       | Teamkollege    | Platzierung   | Ausfallgrund |
| ---- | --------------------- | ---------------- | ----------------- | -------------- | ------------- | ------------ |
| 2018 | Dempsey Proton Racing | Porsche 911 RSR  | Khaled Al Qubaisi | Matteo Cairoli | Ausfall       | Motorschaden |
| 2019 | Dempsey Proton Racing | Porsche 911 RSR  | Satoshi Hoshino   | Matteo Cairoli | zurückgezogen |              |
| 2024 | Proton Competition    | Ford Mustang GT3 | Mikkel Pedersen   | Dennis Olsen   | Rang 30       |              |
| 2025 | Proton Competition    | Oreca 07         | René Binder       | Bent Viscaal   | Rang 23       |              |

### Einzelergebnisse in der FIA-Langstrecken-Weltmeisterschaft
| Saison  | Team                  | Rennwagen        | 1   | 2   | 3   | 4   | 5   | 6   | 7   | 8   |
| ------- | --------------------- | ---------------- | --- | --- | --- | --- | --- | --- | --- | --- |
| 2018/19 | Dempsey-Proton Racing | Porsche 911 RSR  | SPA | LEM | SIL | FUJ | SHA | SEB | SPA | LEM |
| 2018/19 | Dempsey-Proton Racing | Porsche 911 RSR  | 26  | DNF | 24  | DNF |     | 26  | 33  | DNF |
| 2024    | Proton Competition    | Ford Mustang GT3 | KAT | IMO | SPA | LEM | SAO | AUS | FUJ | BAH |
| 2024    | Proton Competition    | Ford Mustang GT3 | 24  | DNF | 23  | 30  |     |     |     | DNF |
| 2025    | Proton Competition    | Oreca 07         | KAT | IMO | SPA | LEM | SAO | AUS | FUJ | BAH |
| 2025    | Proton Competition    | Oreca 07         | 23  |     |     |     |     |     |     |     |